# Ramón de Cárdenas
Ramón de Cárdenas y Pastor (Madrid, 9 de abril de 1884 - Denia (Valencia), 31 de octubre de 1943) fue un abogado español, jugador del Madrid Foot-Ball Club (hoy Real Madrid Club de Fútbol) y presidente del Athletic Club de Madrid (hoy Atlético de Madrid) entre 1909 y 1912. Hermano de los arquitectos Manuel de Cárdenas Pastor e Ignacio de Cárdenas Pastor.

## Biografía
Era hijo de Ramón de Cárdenas y Padilla (1852-1926), periodista natural de La Habana que había emigrado a finales del siglo XIX a Madrid y que pertenecía a la nobleza española, y de su mujer (1875) Enriqueta Pastor y Mora (1856 - ?).
Hasta la tercera década del siglo XX, el fútbol no fue un deporte profesional en España. Los jugadores eran por lo general estudiantes, y ellos mismos gestionaban unos clubes de devenires precarios y constantes cambios de jugadores. Ese fue el caso de Ramón de Cárdenas, integrantes del Madrid Foot-Ball Club en la temporada 1902-03, la primera completa del club. Sólido centrocampista, fue sin embargo uno de los jóvenes entusiastas que marchó apenas unos meses después a fundar un club que representase en la capital al Athletic Club de Bilbao, el Athletic Club (Sucursal de Madrid). El club, que años después se desvincularía del vasco pasando a tener identidad propia es el hoy Club Atlético de Madrid.
En 1909 se convirtió en el cuarto presidente de la historia del club "filial" del Athletic Club en la capital de España. En las elecciones convocadas venció ampliamente al hasta entonces presidente, Ricardo de Gondra. Durante su mandato ganó por vez primera en su historia al Madrid F. C. en competición oficial, el 30 de enero de 1909.
Otro hecho destacado se produjo el 22 de enero de 1911, cuando por primera vez el equipo vistió la camiseta rojiblanca, puesto que hasta ese momento sus camisetas habían sido azules y blancas, colores de su fundación y que varió en consonancia con el equipo bilbaíno. De Cárdenas era presidente y jugador en aquel momento.
Al finalizar su mandato, en 1912, fue elegido presidente Julián Ruete.